# Franz Botgorschek

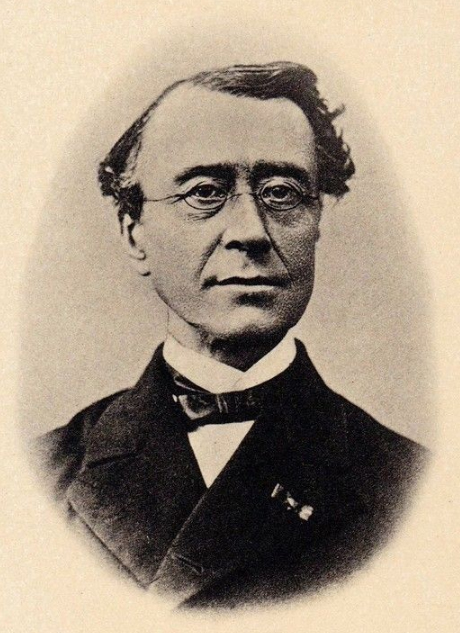
Franz Botgorschek

Franz Botgorschek (* 23. Mai 1812 in Wien; † 22. April 1882 in Den Haag) war ein österreichischer Flötist.

## Leben
Er war der Sohn von Johann Botgorschek und Theresia Botgorschek geb. Hoffmann. Sein Studium absolvierte er am Konservatorium der Gesellschaft der Musikfreunde seiner Heimatstadt bei dem Flötisten Ferdinand Bogner, später bei Aloys Hirsch.
1830 erhielt er eine Anstellung beim Theater in der Josefstadt. Um 1833 gab er sein erstes eigenes Konzert. 1834 bis 1837 war er Flötist am Kärntnertortheater. Am 1. Januar 1836 gab er im Saal des Musikvereins ein weiteres Konzert, in dem auch Wilhelmine Schröder-Devrient mitwirkte. 1839/40 unternahm er zusammen mit einem Freund, dem Geiger Johann Remmers, eine Konzertreise durch die Niederlande und wurde dort Hofmusiker von Willem III. und Lehrer am Koninklijk Conservatorium Den Haag. Einer seiner Schüler war der Flötist, Dirigent und Komponist Nicolaas Arie Bouwman (1854–1941). Er war auch Mitorganisator der sogenannten Badehauskonzerte im Kurhaus in Scheveningen, wo er teilweise auch dirigierte.
1855 gründete er mit der Sängerin Jenny Lind die Gesellschaft „De Toekomst“, die eine Pensionskasse für bedürftige Musiker verwaltete.
Für seine Verdienste wurde er 1869 zum Ritter des Ordens der Eichenkrone ernannt, 1871 erhielt er den königlichen Wasaorden.

## Familie
Seine Schwester Caroline Botgorschek war Sängerin, seine Schwester Maria Anna Anschütz-Botgorschek war ebenfalls Sängerin und später Musiklehrerin in Middelburg.